# Morti nel 948
| Questa pagina contiene informazioni ricavate automaticamente dalle voci biografiche con l'ausilio del template Bio e di un bot. L'aggiornamento è periodico e automatico e ricostruisce completamente la pagina. Se manca una persona in questa lista, sei pregato di non aggiungerla, ma accertati piuttosto che la sua voce biografica contenga il template Bio e che i dati anagrafici siano correttamente compilati. Se il template Bio manca, inseriscilo tu stesso o, in alternativa, metti l'avviso {{tmp\|Bio}} che ne segnala la mancanza. Se i dati riportati sono sbagliati, correggi direttamente la voce biografica; le modifiche saranno visibili in questa lista entro pochi giorni. Per chiarimenti vedi il progetto biografie. La lista contiene solo le 8 persone che sono citate nell'enciclopedia e per le quali è stato implementato correttamente il template Bio. Pagina aggiornata al 2 lug 2025. |

- 12 gennaio - Minamoto no Kintada, poeta giapponese (n. 889)
- 12 gennaio - Mibu no Tadamine, poeta giapponese (n. 889)
- 15 giugno - Romano I Lecapeno, imperatore bizantino (n. 870)
- 30 giugno - Corrado Kurzbold, nobile tedesco
- 15 ottobre - Arderico, arcivescovo italiano
- Qudama ibn Ja'far, critico letterario arabo (n. 873)
- Sunifredo II d'Urgell, conte
- Al-Qasim Gannun, sultano